# Договор Новгорода с Готским берегом и немецкими городами
Договор Новгорода с Го́тским берегом и немецкими городами — международный договор между Великим Новгородом (Новгородской республикой), Готландом и немецкими городами о мире, посольских и торговых отношениях и суде, заключённый в 1191 или 1192 годах или шире — в 1189—1199 годах при князе Ярославе Владимировиче. Удостоверен договорной грамотой, древнейшей из сохранившихся договорных грамот русских городов с северными и западными странами.

## Текстология и кодикология
Оригинал договорной грамоты не сохранился. Известна в одном списке на пергамене: переписана вслед за текстом более поздней Договорной грамоты Новгорода (Александра Невского) с Готским берегом, Любеком и немецкими городами 1259—1260 годов на том же листе пергамена и тем же почерком. Комплекс из обоих актов утверждён печатями. К верхнему полю листа прикреплены серебряные позолоченные печати князя Ярослава Ярославича, новгородского архиепископа Далмата и «всего Новгорода», к нижнему — привешены такие же, но свинцовые. А. Л. Хорошкевич и Е. А. Рыбина предполагали, что имеющийся экземпляр Договора Александра Невского также представляет собой не оригинал, а список. Исходя из наличия печати архиепископа Далмата, занимавшего владычный престол до 1273 года, двойной документ создан не позднее этого года. Известный список хранился в Рижском архиве и был найден в середине XIX века.

## Датировка
Документ лишён дат. Исследователи предлагают различные датировки договорной грамоты.
Под 6696 (1188) годом Новгородская первая летопись сообщает: «В то же лѣто рубоша новгородьце Варязи на Гътѣхъ, Немьце в Хоружьку и въ Новотържьце; а на весну не пустиша из Новагорода своихъ ни одиного мужа за море, ни съла въдаша Варягомъ, нъ пустиша я без мира». Суть конфликта не вполне ясна. Новгородцы были заключены в тюрьму («рубоша» — посадили в поруб) варягами на Готланде и немцами в Хоружке и Новоторжце (локализация двух последних мест спорна), что вызвало ответные действия Новгорода. Л. К. Гётц в фундаментальном труде о русско-немецких договорах средневековья писал, что данный договор был заключён в 1189 году после описанного конфликта, происшедшего между русскими и немцами в 1188 году. Об этом писал также А. А. Зимин.
И. И. Срезневский, Э. Боннель и В. Бук считали, что договор был заключён перед изгнанием Ярослава из Новгорода в 1199 году, но ратифицирован только в 1201 году, поскольку, по сообщению Новгородской первой летописи, именно в этот год варягам был дан мир.
Преамбула грамоты выглядит следующим образом:
Се язъ князь Ярославъ Володимѣричь, сгадавъ с посадникомь с Мирошкою, и с тысяцкымъ Яковомь, и съ всѣми новгородъци, потвердихомъ мира старого с посломь Арбудомь, и съ всѣми нѣмьцкыми сыны, и съ гты, и съ всемь латиньскымь языкомь. Послалъ есмь посла своего Григу на сеи правдѣ.
Мирошка (Мирослав) Нездинич впервые получил новгородское посадничество в 1189 году. Князь Ярослав Владимирович (сын Владимира Мстиславича) окончательно покинул Новгород в 1199 году. На этом основании составители издания 1949 года датировали грамоту периодом между 1189 и 1199 годами.
Е. А. Рыбина и В. Л. Янин, основываясь на упоминании князя, посадника и тысяцкого, относили договор к 1191—1192 годам. Рыбина в качестве хронологических привязок рассматривает также конфликт 1188 года и устройство в Новгороде Немецкого двора с церковью святого Петра, которое она датирует 1192 годом.

## История
Начало торговым отношениям Новгорода с западными соседями было положено его торговлей с островом Готланд, который в X—XII веках являлся центром торговли в балтийском регионе. В начале XII века готские купцы основали в Новгороде первую иноземную факторию — Готский двор с церковью святого Олафа.
Согласно преамбуле, договорная грамота является подтверждением (возобновлением) существовавшего ранее соглашения («потвердихомъ мира старого»). Содержание, время и обстоятельства заключения этого предыдущего соглашения неизвестны. Торговые связи Новгорода с островом Готланд известны по другим источникам уже с начала XII века. По предположению Е. А. Рыбиной, первый договор с Готландом был заключён в период его господства на Балтийском море ещё в первой половине XII века.
Во второй половине XII столетия на Готланде появились немецкие купцы, переселившиеся из Любека и других немецких городов на Балтийском побережье. Постепенно немцы вытеснили готландцев и заняли ведущее положение в балтийской торговле. Новгородцы, которые в XII веке совершали регулярные поездки на Готланд, вступили в торговые контакты с немецкими купцами. В свою очередь немецкие купцы начали посещать Новгород и по примеру готландцев устроили там свой гостиный двор — Немецкий двор с церковью святого Петра. Рыбина считает, что события 1188—1189 годов ненадолго прервали торговые связи между Новгородом и Готландом, однако заинтересованность сторон в продолжении торговли потребовала скорого урегулирования конфликта, что выразилось в заключении рассматриваемого торгового договора. Заключение договора послужило основой для устройства Немецкого двора. Последнее событие учёная относит к 1192 году.

## Содержание
Договор устанавливал взаимное право свободной торговли. В целях урегулирования международных правовых отношений в договор включены нормы о привлечении к ответственности иностранцев за совершённые ими уголовные преступления. Договор отражает развитие на Руси норм посольского права. Нормы договора основаны, прежде всего, на нормах Русской Правды, что свидетельствует о влиянии русского права на международное право XII века. В договоре выделяются ст. 4—8 (по нумерации Л. К. Гётца), восходящие к новгородско-варяжскому договору, по мнению В. Т. Пашуто, заключённому в 1016 году, а также ст. 10, созданная около 1043 года.
Согласно договору, спорные дела, возникавшие в торговых делах немцев в Новгороде или новгородцев «в немцах», не должны быть поводом для конфискации товаров или прекращения торговли («рубежа не творити, на другое лѣто жаловати»). Разрешалось предъявлять иск только виновным купцам, а не наказывать всех немецких или новгородских купцов в случае нарушения ими правил торговли: «Нѣмчина не сажати в погребъ Новѣгородѣ, ни новгородца в Нѣмцьхъ, нъ емати свое у виновата». Данные правила впоследствии неоднократно повторялись в торговых договорах. Однако на практике эти нормы соблюдались редко, о чём свидетельствует вся история новгородско-ганзейских торговых отношений. В других статьях договора немцам и новгородцам гарантировался безопасный путь, обусловливалось разрешение спорных дел вне Новгорода, назначался штраф в 10 гривен серебра за убийство купца.
В этом договоре впервые по отношению к территории современной России употребляется слово «русин»:
Оже тяжа родится бес крови, снидутся послуси, и русь и нѣмци, то вергуть жеребьее; кому ся выимьть, ротѣ шедъ, свою правду възмуть. Оже емати скотъ варягу на русинѣ или русину на варязѣ, а ся его заприть, то 12 мужь послухы, идеть ротѣ, възметь свое.

## Значение
Новгородско-балтийские отношения данного периода слабо документированы, поэтому договорная грамота имеет большую историческую ценность. По мнению А. Л. Хорошкевич, договор подвёл итоги двухсотлетним новгородско-скандинавским отношениям, столетним или полувековым новгородско-немецким и заложил основу дальнейших торговых связей на востоке Балтики. Согласно Е. А. Рыбиной, договор обеспечивал разрешение возможных будущих конфликтов и заложил основные принципы взаимоотношений Новгорода с западными торговыми партнерами. В частности, данный договор послужил основой для урегулирования конфликта 1259 года, что нашло отражение в заключении следующего торгового договора от имени князя Александра Невского.

## Издания
- Грамоты, касающиеся до сношений северо-западной России с Ригою и Ганзейскими городами в XII, XIII и XIV веке / Найдены в Рижском архиве К. Э. Напиерским и изданы Археографическою комиссиею. — СПб., 1857. — № 1-b (с литографированным воспроизведением) — первая публикация.
- Русско-ливонские акты, собранные К. Е. Напьерским. Изданы Археографическою комиссиею. — СПб., 1868. — № 1.
- Hansisches Urkundenbuch / hrsg. vom Verein für Hansische Geschichte. Halle (Saale), 1876. Bd 1. № 50.
- Владимирский-Буданов М. Ф. Христоматия по истории русского права. — СПб.; Киев, 1899; 6-е изд. — СПб.; Киев, 1908. — Вып. 1.
- Памятники истории Великого Новгорода / Под ред. С. В. Бахрушина. — М., 1909.
- Памятники истории Великого Новгорода и Пскова / Подготовил к печати Г. Е. Кочин. — Л. ; М., 1935.
- Грамоты Великого Новгорода и Пскова / Институт истории АН СССР, Ленинградское отделение; подгот. к печати В. Г. Вейман и др. ; под ред. С. Н. Валка. — М.; Л.: Издательство АН СССР, 1949. — С. 55—56.